# Аксаков, Пётр Дмитриевич
Пётр Дми́триевич Акса́ков (? — 1780-е) — русский государственный деятель, бригадир (1740), действительный статский советник (1760), уфимский вице-губернатор (1740—1744).

## Биография
Происходил из дворянского рода. 29 июня 1738 года подполковник П. Д. Аксаков был назначен воеводой в Уфимскую провинцию. В марте 1739 года Аксаков получил звание обер-кригскомиссара и был отправлен на службу в армию. В марте 1740 года воеводская должность в Уфе была упразднена. 6 ноября 1740 года Сенат назначил Аксакова уфимским вице-губернатором с производством его в чин бригадира. В 1744 году на фоне конфликта с оренбургским губернатором И. И. Неплюевым, Аксаков решением суда был отстранён от должности вице-губернатора Уфимской провинции. В 1745 году дело Аксакова было прекращено. 16 августа 1760 года Аксаков был произведён в действительные статские советники.

## Семья
От брака с Матрёной Осиповной Селивановой он имел сына Андрея.